# Sien-ning
Sien-ning (čínsky pchin-jinem Xiánníng, znaky 咸宁) je město a městská prefektura v Čínské lidové republice.
Sien-ning leží na jihu provincie Chu-pej. Na severu je ohraničen řekou Jang-c’-ťiang a sousedí zde s Wu-chanem, na jihu sousedí s Chu-nanem. Ve městě je stanice vysokorychlostní železniční trati Wu-chan – Kanton.
V prefektuře roku 2020 žilo celkem 2,7 miliónu obyvatel na ploše 9 738 čtverečních kilometrů.
Mezi nejdůležitější produkty zemědělství patří bambus, vonokvětka a čaj. Těží se zde niob, zlato, hořčík, antimon, mangan, vanad, slída a mramor.

## Správní členění
Městská prefektura Sien-ning se člení na šest celků okresní úrovně, a sice jeden městský obvod, jeden městský okres a čtyři okresy.
| Sien-an městský okres · Čch’-pi okres · Tchung-šan okres · Čchung-jang okres · Tchung-čcheng okres · Ťia-jü |        |                       |             |                                         |
| Název | Název  | Počet obyvatel (2020) | Rozloha km² | Hustota zalidnění (obyv. na km²) (2020) |
| český přepis                                                                                                | znaky  | Počet obyvatel (2020) | Rozloha km² | Hustota zalidnění (obyv. na km²) (2020) |
| Městský obvod                                                                                               |        |                       |             |                                         |
| Sien-an | 咸安区 | 657 590               | 1 5041      | 438                                     |
| Městský okres                                                                                               |        |                       |             |                                         |
| Čch’-pi | 赤壁市 | 470 355               | 1 705       | 276                                     |
| Okresy |        |                       |             |                                         |
| Tchung-šan                                                                                                  | 通山县 | 391 311               | 2 413       | 162                                     |
| Čchung-jang                                                                                                 | 崇阳县 | 427 130               | 1 981       | 216                                     |
| Tchung-čcheng                                                                                               | 通城县 | 426 288               | 1 114       | 383                                     |
| Ťia-jü | 嘉鱼县 | 285 642               | 1 025       | 279                                     |
| |        |                       |             |                                         |
| Celkem | Celkem | 2 658 316             | 9 738       | 273                                     |